# Tüpfelfarnartige
Die Tüpfelfarnartigen (Polypodiales) sind die artenreichste Ordnung der Farne.

## Merkmale
Die Sporangien sind von einem seitlich oder zentral angehefteten Indusium bedeckt. In etlichen Entwicklungslinien sind die Indusien jedoch sekundär wieder verlorengegangen. Der Sporangienstiel ist ein bis drei Zellschichten dick und oft recht lange. Die Reifung der Sporangien erfolgt nicht synchron. Die Sporangien besitzen einen vertikalen Anulus.
Die Gametophyten sind grün und in der Regel herzförmig, seltener bandförmig (bei manchen Epiphyten); sie leben an der Bodenoberfläche.

## Systematik
Die Polypodiales sind die Schwestergruppe der Baumfarne. Zusammen mit den heterosporen Salviniales bilden sie die Kern-Leptosporangiaten Farne. Sie sind eine monophyletische Gruppe und dürften sich vor rund 220 Millionen Jahre (Trias) von den Baumfarnen getrennt haben. Nach der aktuellen verwendeten Systematik werden sie in 15 Familien unterteilt. Sie umfassen über 80 Prozent aller rezenten Farnarten. Es gibt rund 9.300 beschriebene Arten.
- Ordnung Polypodiales
  - Familie Lindsaeaceae
  - Familie Saccolomataceae
  - Familie Adlerfarngewächse (Dennstaedtiaceae)
  - Familie Saumfarngewächse (Pteridaceae)
  - Familie Streifenfarngewächse (Aspleniaceae)
  - Familie Sumpffarngewächse (Thelypteridaceae)
  - Familie Wimperfarngewächse (Woodsiaceae)
  - Familie Rippenfarngewächse (Blechnaceae)
  - Familie Perlfarngewächse (Onocleaceae)
  - Familie Wurmfarngewächse (Dryopteridaceae)
  - Familie Lomariopsidaceae
  - Familie Tectariaceae
  - Familie Oleandraceae
  - Familie Davalliaceae
  - Familie Tüpfelfarngewächse (Polypodiaceae)

Für die Zuordnung der Gattungen, vergleiche Systematik der Farne.